# The Astro-Zombies
The Astro-Zombies (alte denumiri: Space Zombies sau The Space Vampires) este un film american SF de groază din 1968 regizat de Ted V. Mikels. În rolurile principale joacă actorii John Carradine, Wendell Corey (în ultima sa apariție), Tura Satana și Tom Pace.

## Distribuție
| Actor                   | Role                   |
| ----------------------- | ---------------------- |
| Wendell Corey           | Holman                 |
| John Carradine          | Dr. DeMarco            |
| Tom Pace                | Eric Porter            |
| Joan Patrick            | Janine Norwalk         |
| Tura Satana             | Satana                 |
| Rafael Campos           | Juan                   |
| Joe Hoover              | Chuck Edwards          |
| Victor Izay             | Dr. Petrovich          |
| William Bagdad          | Franchot               |
| Vincent Barbi           | Tyros                  |
| Egon Sirany             | Sergio Demozhenin      |
| Jean Pirie              | Woman killed in garage |
| John Hopkins            | Det. Thompson          |
| Janis Saul              | Lynn                   |
| Wally K. Berns          |                        |
| Vic Lance               | Chauffeur              |
| Lynette Lantz           | Ginger                 |
| Rod Wilmoth             | Astro-Zombie           |
| Barbara Richards        | Girl strapped to table |
| Wally Moon (uncredited) | Det. Mike Webber       |